# Per-Olof Ericsson (simmare)
Per-Olof Ericsson, även skrivet Eriksson, född Per Olov Ericsson 4 april 1938 i Stockholm, död 12 september 2024, var en svensk simmare som tävlade för SK Neptun.
Ericsson tävlade för Sverige vid olympiska sommarspelen 1960 i Rom, där han blev utslagen i försöksheatet på 400 meter frisim.
År 1962 tilldelades han Stora grabbars märke. Ericsson tog SM-brons på 400 meter frisim (långbana) 1958 och 200 meter frisim (långbana) 1960. Han tog dessutom ett flertal medaljer i lagkapp tävlande för SK Neptun. Ericsson var med och tog SM-guld på 4x100 meter frisim (kortbana) fem gånger: 1958, 1959, 1960, 1961 och 1962. På 4x200 meter frisim (långbana) var han med och tog fyra guld: 1958, 1959, 1960 och 1961. På 4x100 meter medley (långbana) var Ericsson med och tog brons 1958 och 1960. Han var även med och tog brons på 4x100 meter ryggsim (kortbana) 1961.